# En Avant de Guingamp Femenino
En Avant de Guingamp Féminines -en español Adelante Guingamp-  es un club de fútbol francés con sede en Saint-Brieuc, una comuna en la región de Bretaña. El club era anteriormente la sección femenina del club de fútbol masculino Stade Briochin y se fundó en 1973 con el nombre de Chaffoteaux Sports Saint-Brieuc. De 1999 a 2003, el club jugó bajo el nombre de Saint-Brieuc Football Féminin, cambiando a Stade Briochin después del final de la temporada 2002–03. El club juega actualmente en la División 1 Féminine, la primera división del fútbol femenino en Francia, y es entrenado por Sarah M'Barek.

## Historia
El 18 de agosto de 2011, la jerarquía presidencial del club profesional masculino En Avant de Guingamp y Stade Briochin anunció que los clubes llegaron a un acuerdo sobre una fusión, que entrará en vigencia al comienzo de la temporada 2011-12. Según el acuerdo, Stade Briochin se disolverá y jugará como el equipo femenino de Guingamp. Todos los demás restos del club siguen siendo los mismos, como su presidente, gerente y jugadores.

## Palmarés
- D1 Féminine: 1989

## Jugadoras

### Jugadoras destacadas
Lista de jugadoras destacadas en la historia del club.
- Camille Abily
- Françoise Jézéquel
- Clarisse Le Bihan
- Eugénie Le Sommer
- Griedge Mbock Bathy
- Mélissa Plaza
- Leïla Maknoun